# Filipe
Filipe ist ein verbreiteter portugiesischer männlicher Vorname griechischer Herkunft.

## Herkunft und Bedeutung
Der Name ist eine Variante des spanischen und portugiesischen Vornamens Felipe; die deutschsprachige Form ist Philipp.

## Bekannte Namensträger

### Herrscher
Drei spanische Könige, die zugleich Portugal regierten, werden dort als Filipe bezeichnet:
- Filipe I (1527–1598), Philipp II. von Spanien
- Filipe II (1578–1621), Philipp III. von Spanien
- Filipe III (1605–1665), Philipp IV. von Spanien

### Vorname
- Filipe Alarcão (* 1963), portugiesischer Produktdesigner
- Filipe Albuquerque (* 1985), portugiesischer Rennfahrer
- Filipe Cardoso (* 1984), portugiesischer Radrennfahrer
- Filipe Luís (* 1985), brasilianischer Fußballspieler
- Filipe Morais (* 1985), portugiesischer Fußballspieler
- Filipe Oliveira (* 1984), portugiesischer Fußballspieler
- Filipe Pirl (* 1989), deutscher Synchronsprecher
- Filipe Neri António Sebastião do Rosário Ferrão (* 1953), Patriarch und Erzbischof in Ostindien

Filipe ist der Familienname folgender Personen:
- Arsénio José Filipe (* 1885), portugiesischer Aktivist
- Daniel Filipe (1925–1964), kapverdianischer Journalist und Lyriker
- Natalina Ramos Filipe Horta (1929–2018), osttimoresische Aktivistin

## Weiteres
- São Filipe, Ort und Gemeinde auf der kapverdischen Insel Fogo